# Българска федерация по волейбол
Българска федерация по волейбол е сдружение на волейболните клубове в България.

## История

### Началото на волейбола в България
България е една от първите държави, в които започва организирано волейболно движение. Българската федерация по волейбол е втората в света след Чехословашката.
Задължително условие за членство на България във ФИВБ (Международната федерация по волейбол) е да има национална федерация или друга самостоятелна структура за развитие и ръководство на волейбола. Това налага през есента 1947 г. волейболът да се обособи в отделна административна единица. Тя се отделя от КИРВ (Комитет за игрите с ръчна топка) през есента 1947 г. с името Централен комитет по волейбол. През 1949 г. Комитетът по волейбол прераства в РСВ (Републиканска секция по волейбол) с учредително събрание проведено през юли. Същата година България е приета за член на ФИВБ.
Така е създаден първообразът на БФВ. КИРТ престава да съществува и се създава НФС (Народен физкултурен съюз), с комитети по 10 вида спорт.
В края на месец септември 1957 г. се провежда 53-тата сесия на МОК в София. По този повод на стадион „Васил Левски“ се организира демонстративен турнир по волейбол. С личното си присъствие помощ оказва и президентът на ФИВБ Пол Либо (Франция). В съревнование с най-силните отбори в света, българските национали печелят първото място и то пред спортни сили като СССР, Чехословакия, Румъния, Франция и Италия. Високото качество на турнира и добрата организация дават основание на членовете на МОК да включат волейбола в олимпийската програма.

## Отличия
Националните отбори по волейбол на България имат 1 сребърен и 1 бронзов медал от Олимпийски игри; 1 сребърен и 4 бронзови медала от световни първенства; 1 златно, 1 сребърно и 5 бронзови отличия от европейски първенства.
През 2006 г. под ръководството на Мартин Стоев мъжкият национален отбор печели бронз на Световното първенство в Япония. Националите вземат и олимпийска квота за игрите в Пекин през 2008 г., която успяват да извоюват в мачовете за Световната купа в Япония през 2007.
През 2009 г. за 5-и път българският национален отбор е между медалистите и за 4-ти път печели бронза от първенството на континента в Турция. Националите Владимир Николов-капитан, Матей Казийски, Тодор Алексиев, Х. Цветанов, В. Йосифов, Андрей Жеков, К. Гайдарски, Георги Братоев, Ц. Соколов, М. Ананиев, В. Братоев и Т. Салпаров, с треньор Силвано Пранди заемат 3-тото място, след Полша и Франция, и пред Русия, Сърбия, Германия и др.

## Подкрепа за БФВ
През 2012 г. БФВ има нов Генерален спонсор. Корпоративна търговска банка АД поема ангажимента да подкрепя финансово българските национали за период от 4 години. С подписания договор КТБ АД се ангажира да подкрепя участието на шестте национални отбори по волейбол (мъже, жени, младежи, девойки, кадети и кадетки) в официалните състезания от календара на Международната федерация (FIVB) и Европейската конфедерация (CEV), както и всички дейности на Федерацията.

## Управителен съвет
- Любомир Ганев – Президент на БФВ
- Илия Динков – Член на Управителен съвет
- Евгени Иванов – Член на Управителен съвет
- Красимир Илиев – Член на Управителен съвет
- Борислав Кьосев – Член на Управителен съвет
- Сашо Йовков – Член на Управителен съвет
- Ивайло Константинов – Член на Управителен съвет
- Петър Кънев – Член на Управителен съвет
- Иван Сеферинов – Член на Управителен съвет
- Пенчо Ангелов – Член на Управителен съвет
- Людмил Найденов – Член на Управителен съвет
- Александър Попов – Член на Управителен съвет
- Христо Драмов – Член на Управителен съвет
- Владимир Николов – Член на Управителен съвет
- Александър Александров – Член на Управителен съвет
- Милко Багдасаров – Член на Управителен съвет
- Огнян Томов – Член на Управителен съвет
- Давид Давидов – Член на Управителен съвет
- Верка Николова – Член на Управителен съвет
- Димитър Златанов – Член на Управителен съвет
- Тодор Дапев – Член на Управителен съвет
- Радко Тумбев – Член на Управителен съвет
- Васил Аргиров – Член на Управителен съвет
- Витка Дончева – Член на Управителен съвет
- Живко Желев – Член на Управителен съвет

## Зала „Христо Ботев“ – място за волейбол
През 2013 г. БФВ наема зала „Христо Ботев“ в Студентски град в София. Федерацията ремонтира остарялата база на залата, за да я приведе във вид, в който българските волейболисти ще могат да тренират и да посрещат съперници.
През 2015 г. България си поделя домакинството с Италия на Европейското първенство по волейбол – мъже.